# Anaquim
Anaquim ist eine portugiesische Band aus Coimbra, die eine Mischung aus u. a. Indierock und portugiesischem Folk spielt und häufig der Weltmusik zugeordnet wird.

## Geschichte
Die Band gründete sich 2006 in der Universitätsstadt Coimbra. Ihren Namen entlehnten sie Anakin Skywalker, einer ihrer Lieblingsfiguren aus Jugendtagen, aus Star Wars. Sie spielen damit gleichzeitig ironisch mit den beiden typisch portugiesischen Namen Ana und Quim, einer gebräuchlichen, einfachen Rufform des häufigen Männernamens Joaquim.
Mit ihrem Album As Vidas dos Outros (deutsch: Das Leben der anderen) trafen sie den Zeitgeist, indem sie portugiesische Musiktraditionen wie Folklore und Fado mit internationalen, eher akustisch orientierten Pop/Rock-Mustern in meist beschwingten Liedern vereinten. Ebenso wichtig war dabei, dass sie in den Texten gleichermaßen kritisch wie humorvoll typische portugiesische Mentalitätszüge verarbeiteten. Das Album erreichte in der Folge die portugiesischen Verkaufscharts.
Zusammen mit Namen wie Deolinda, OqueStrada oder Os Azeitonas gehören sie zu einer Reihe von Gruppen, die spielerisch und kritisch mit den portugiesischen Traditionen und der Moderne gleichermaßen umgehen.

## Diskografie

### EPs
- 2008: Prólogo

### Alben
- 2010: As Vidas dos Outros (Universal Music Portugal)
- 2012: Desnecessariamente Complicado (Sons em Trânsito)
- 2016: Um Dia Destes (Anaquim)
- 2018: O Quarto de Anaquim